# 林みよ子
林 みよ子（はやし みよこ）は、日本の看護師、看護学者（クリティカルケア看護・脳卒中看護・家族看護）。学位は博士（看護学）（北里大学・2010年）。静岡県立大学看護学部教授・大学院看護学研究科教授。
国立循環器病センター副看護婦長、国立泉北病院附属看護学校教員、滋賀医科大学医学部助手、北里大学看護学部准教授、天理医療大学医療学部教授などを歴任した。

## 概要
クリティカルケア看護、脳卒中看護、家族看護を専攻する看護学者である。脳血管疾患の患者に対する在宅看護についての研究が知られている。国立循環器病センターにて看護婦として勤務し、のちに副看護婦長を務めた。後進の育成に努めており、国立泉北病院附属看護学校、滋賀医科大学、北里大学、天理医療大学、静岡県立大学で教鞭を執った。

## 来歴

### 生い立ち
厚生省の施設等機関である国立循環器病センターに採用されることになり、1985年（昭和60年）より看護婦として勤務した。1992年（平成4年）には副看護婦長に昇任し、1995年（平成7年）まで勤務した。同年、同じく厚生省の施設等機関である国立泉北病院に転じ、2000年（平成12年）まで附属看護学校の教員を専任で務めた。その傍ら、同名の学校法人により設置・運営される近畿大学に進学しており、法学部の法律学科にて学んだ。2000年（平成12年）3月、近畿大学を卒業した。日本赤十字学園が設置・運営する日本赤十字看護大学の大学院に進学し、看護学研究科にて学んだ。2002年（平成14年）3月、日本赤十字看護大学の大学院における修士課程を修了した。

### 看護学者として
2003年（平成15年）、国が設置・運営する滋賀医科大学に採用され、医学部の助手に就任した。医学部においては、主として看護学科の講義に携わった。2004年（平成16年）、滋賀医科大学の助手を退任した。2005年（平成17年）、北里学園が設置・運営する北里大学に採用され、看護学部の専任の講師に就任した。2008年（平成20年）、北里大学の講師を退任した。また、北里大学の大学院に進学し、看護学研究科にて学んだ。大学院生として在籍中に「在宅移行前における脳卒中患者の家族介護者の介護準備状態に向けた看護支援に関する研究――家族介護者の介護準備状態の仮説モデルの作成と検証」と題した博士論文を執筆した。2010年（平成22年）3月、北里大学の大学院における博士後期課程を修了した。それに伴い、同年3月23日付で博士（看護学）の学位を取得した。同年、北里大学の看護学部にて准教授に就任した。なお、北里大学は2008年（平成20年）に北里学園から北里研究所に移管されている。2013年（平成25年）、北里大学の准教授を退任した。同年、天理よろづ相談所学園が設置・運営する天理医療大学に採用され、医療学部の教授に就任した。医療学部においては、主として看護学科の講義を担当した。2020年（令和2年）、天理医療大学の教授を退任した。同年4月1日、県と同名の公立大学法人により設置・運営される静岡県立大学に採用され、看護学部の教授に就任した。看護学部においては、主として看護学科の講義を担当した。また、静岡県立大学の大学院においては、看護学研究科の教授を兼務することとなった。看護学研究科においては、主として看護学専攻の講義を担当した。

## 研究
専門は看護学であり、特にクリティカルケア看護、脳卒中看護、家族看護、といった分野について研究していた。具体的には、脳血管疾患の患者について、在宅看護への移行に関する研究に従事していた。また、脳血管疾患の患者の家族についても、介護者としての役割を果たせるように支援する研究に従事していた。
学術団体としては、日本クリティカルケア看護学会、日本救急看護学会、日本脳神経看護研究学会、日本看護科学学会、日本看護研究学会、日本赤十字看護学会、日本看護診断学会、などに所属していた。

## 略歴
- 1985年 - 国立循環器病センター看護婦[3]。
- 1992年 - 国立循環器病センター副看護婦長[3]。
- 1995年 - 国立泉北病院附属看護学校教員[3]。
- 2000年 - 近畿大学法学部卒業[4]。
- 2002年 - 日本赤十字看護大学大学院看護学研究科修士課程修了[4]。
- 2003年 - 滋賀医科大学医学部助手[3]。
- 2005年 - 北里大学看護学部講師[3]。
- 2010年 - 北里大学大学院看護学研究科博士後期課程修了[4]。
- 2010年 - 北里大学看護学部准教授[3]。
- 2013年 - 天理医療大学医療学部教授[3]。
- 2020年 - 静岡県立大学看護学部教授[8]。
- 2020年 - 静岡県立大学大学院看護学研究科教授。

## 著作

### 編纂
- 黒田裕子・林みよ子編集『クリティカルケア看護完全ガイド』医歯薬出版、2013年。ISBN 9784263235829

### 分担執筆、寄稿、等
- 山勢博彰編著『救急・重症患者と家族のための心のケア――看護師による精神的援助の理論と実践』メディカ出版、2010年。ISBN 9784840429092
- 小笠原知枝・松木光子編『これからの看護研究――基礎と応用』3版、ヌーヴェルヒロカワ、2012年。ISBN 9784861740350
- 黒田裕子編集『成人看護学』2版、医学書院、2013年。ISBN 9784260017091
- 宮坂道夫著者代表『系統看護学講座』別巻、2版、医学書院、2018年。ISBN 9784260034456

### 註釈
1. ↑  厚生省は、労働省と統合され、2001年に厚生労働省が発足した。
2. ↑  国立循環器病センターは、2010年に独立行政法人国立循環器病研究センターに改組された。
3. ↑  看護婦は、看護士と統合され、2002年に看護師となった。
4. ↑  副看護婦長は、2002年に副看護師長となった。
5. ↑  滋賀医科大学は、2004年に国から国立大学法人滋賀医科大学に移管された。
6. ↑  学校法人北里学園は、社団法人北里研究所と統合され、2008年に学校法人北里研究所が発足した。

## 関連人物
- 松木光子
- 宮坂道夫